# Hugo Benzinger
Hugo Benzinger (auch: Hugo Benziger; * 14. Dezember 1900 in Ludwigsburg; † 13. November 1944 in Tübingen) war ein deutscher Schneider und Gemeinderat in Tübingen.

## Leben
Der Schneidermeister Hugo Benzinger war führendes KPD-Mitglied in Tübingen – seit 1925 war er in der Tübinger Arbeiterbewegung und in den Arbeiterkulturvereinen aktiv. Im 1927 gegründeten Proletarischen Bühnen- und Bildungsklub wurde er zu dessen Vorsitzenden gewählt. In dem von ihm verfassten Artikel Proletariat und Bühne betonte Benzinger den Geist des Kollektivismus: „Die proletarische ‚Kunst‘ ist die Masse selbst, der Kollektivismus die revolutionäre Sprache des Proletariats“. 1928 wurde auf Betreiben von Ferdinand Zeeb, Benzingers und des Vorsitzenden des Radfahrervereins Dannhausen das linke Kultur- und Sportkartell gegründet.
Seit 1931 führte Benzinger eine Schneidermeister-Werkstatt in der Kronenstraße 10. Im selben Jahr wurde er als erstes und einziges KPD-Mitglied in den Tübinger Gemeinderat gewählt. Dort fiel Benzinger durch teilweise scharfe parteipolitische Rhetorik auf, was auf breiten Widerstand anderer Gemeinderäte stieß, insbesondere den des Juristen und später exilierten Juden Simon Hayum.
Als am Tag nach der Ernennung von Adolf Hitler zum Reichskanzler die Kommunisten in Tübingen am 31. Januar 1933 Flugblätter mit dem Aufruf zum Generalstreik verteilt hatten, wurden zunächst vier von ihnen am 10. März des Jahres verhaftet, am 11. März dann die beiden KPD-Mitglieder Ferdinand Zeeb aus Hagelloch und Hugo Benzinger in die sogenannte „Schutzhaft“ genommen.
Der neue nationalsozialistische Innenminister von Württemberg Wilhelm Murr enthob Benzinger seines Amtes mit sofortiger Wirkung am 28. März 1933, also noch vor der Gleichschaltung des Gemeinderates. Bereits zuvor waren Benzinger und seine Frau Nina von der SA und der Polizei unter Druck gesetzt worden, die die Post des Ehepaares kontrollierte. Da seit Mitte März Partei- und Gewerkschaftsfunktionäre verhaftet und in „Schutzhaft“ genommen wurden, musste auch Benzinger mit einer erneuten Verhaftung rechnen. Er tauchte für einige Wochen unter und erst, als man seiner Frau angedroht hatte, dass sie für ihn in die Schutzhaft genommen würde, stellte er sich am 23. April 1933. Er wurde im KZ Heuberg festgesetzt. Im Dezember desselben Jahres wurde Benzinger in das KZ Oberer Kuhberg in Ulm verlegt. Seine Ehefrau Nina Benzinger, die ebenfalls KPD-Mitglied war und „sogar als Rednerin der Partei aufgetreten“ sein soll, wurde im August 1933 in Schutzhaft genommen, allerdings nach zwei Wochen entlassen. Benzinger aber wurde im Mai 1934 krank und deprimiert aus der Haft entlassen, musste sich jedoch regelmäßig zunächst bei der Polizei und ab 1936 bei der Gestapo melden. 1935 versuchte die KPD über Benzinger eine antifaschistische Widerstandsgruppe in Tübingen aufzubauen, doch er wollte kein Risiko mehr eingehen.
Kurz nach dem Beginn des Zweiten Weltkrieges wurde Benzinger im Oktober 1939 zum 2. Bau-Ersatzbataillon der Wehrmacht in Schwäbisch Gmünd eingezogen. Dort war er an den Vorbereitungen des Krieges gegen Frankreich beteiligt. Der schmächtige Mann wurde gezielt bei jedem Wetter und bei harter Arbeit eingesetzt. Dies führte nicht nur dazu, dass er körperlich schwer erkrankte, sondern auch psychisch geschwächt wurde. Nach mehreren Lazarettaufenthalten wurde er im April 1940 aus der Wehrmacht entlassen. Der körperlich geschwächte Mann starb vier Jahre später an Herzschwäche im Alter von knapp 44 Jahren.
Nina Benzinger führte die Werkstatt in der Kronenstraße 10 auch nach dem Zweiten Weltkrieg fort. Das Ehepaar hatte keine Kinder.

## Ehrung
Am 10. November 2015 wurde im Rathaus Tübingen eine Gedenktafel mit einem von dem Kulturwissenschaftler Martin Ulmer verfassten Text zur Erinnerung an die im Zuge der Machtergreifung 1933 zuvor demokratisch gewählten Gemeinderatsmitglieder Tübingens enthüllt. Unter der Überschrift „Sie sind nicht vergessen“ findet sich an erster Stelle der Name von Hugo Benzinger.

## Schriften
- Proletariat und Bühne[3]